# Hyacinthe Decomberousse
Hyacinthe-François-Isaac Decomberousse, né le 3 juillet 1786 à Vienne (Dauphiné) et mort le 21 mai 1856 à Paris, est un dramaturge français.

## Biographie
Hyacinthe-François-Isaac Decomberousse naît le 3 juillet 1786 à Vienne, dans le Dauphiné, et est baptisé le même jour. Il est le fils de Benoît Michel Decomberousse, avocat au bailliage de Vienne, et de son épouse, Barbe Thérèse Chenet. L'un de ses frères est le dramaturge Alexis Decomberousse.
Employé à l'administration des droits réunis jusqu'à la Restauration, Hyacinthe Decomberousse choisit à la suite de sa destitution de se consacrer à la littérature et à la dramaturgie. 
Il est l'auteur de satires politiques et de brochures, ainsi que de pièces de théâtre qu'il écrit seul ou en collaboration avec Théodore Baudouin d'Aubigny, Michel Pichat, ou encore Alphonse de Chavanges. Hyacinthe Decomberousse écrit sous le nom de plume de « Montbrun » un dialogue, La Canne de Voltaire et l'écritoire de Rousseau, publié en 1817. Plusieurs de ses pièces, telles que L'Ultra, sont interdites de représentation par la censure.
Il décède le 21 mai 1856 à Paris, dans l'ancien 2ème arrondissement.

## Œuvre
- Le Mariage de Corneille, comédie en un acte et en vers, Théâtre de l'Odéon, 1809 ;
- Louis d'Outre-mer, ou le Sujet fidèle, fait historique en trois actes et en prose, Théâtre de l'Odéon, 1814 ;
- La Canne de Voltaire et l'écritoire de Rousseau, dialogue, 1817 ;
- L'Ultra, ou la Manie des ténèbres, comédie en un acte et en vers, 1818 ;
- Le Ministériel, ou la Manie des dîners, comédie en un acte et en vers, 1819 ;
- Le Pays des Marmousets en 1815, ou Les Langes et les culottes, comédie, 1819 ;
- Le Présent du prince, ou l'Autre fille d'honneur, comédie en trois actes et en prose avec Théodore Baudouin d'Aubigny, Théâtre de l'Odéon, 1821 ;
- Le Lépreux de la vallée d'Aoste, mélodrame en trois actes avec Théodore Baudouin d'Aubigny et Jean-Toussaint Merle, Théâtre de la Porte-Saint-Martin, 13 août 1822 ;
- Ali-Pacha, mélodrame en trois actes, avec Michel Pichat et Théodore Baudouin d'Aubigny, Théâtre du Panorama-Dramatique, 1822 ;
- Louise, ou le Père juge, mélodrame en un acte avec Amable de Saint-Hilaire, Théâtre de l'Ambigu-Comique, 1823 ;
- Le Pauvre berger, mélodrame avec Théodore Baudoin d'Aubigny et Carmouche, 1823 ;
- Jane Shore, mélodrame en trois actes avec Armand-François Jouslin de La Salle, Alphonse de Chavanges, Théâtre de la Porte Saint-Martin, 1824 ;
- Le Château perdu, ou le Propriétaire supposé, comédie-vaudeville en un acte avec Saint-Hilaire, Théâtre du Vaudeville, 1824 ;
- Le Docteur d'Altona, mélodrame en trois actes avec Alphonse de Chavanges et Auguste Maillard, Théâtre de la Porte Saint-Martin, 18 octobre 1825;
- Judith, tragédie en trois actes, Théâtre-Français, 16 avril 1825.